# やまけん
やまけん（1974年10月17日 - ）は、ラジオディレクター、ラジオパーソナリティ、実業家。株式会社TRYALL、五十鈴工業株式会社代表取締役。

男性。東京都府中市出身。本名は山本 健司（やまもと けんじ）。元妻は声優・女優の福井裕佳梨。

## 経歴
元コスパ社員でデザイナーだったが、コスパを退社してフリーとなる。フリーの時代より、自らを「職業オタクのマルチ秋葉系タレント」と語っていた。この頃、ラジオディレクターの斉藤Kとユニット「アニメ伊藤」を組み、ネットラジオ制作会社の有限会社コーズ・プランニングが運営していた四ッ谷式Cyber Projectなどのラジオ番組のディレクションを行う傍ら、自らも多数の「おたく」向け番組に出演していた。その後、コーズ･プランニングに在籍するが、同社の経営状態が芳しくなかった事から離脱し、ラムズが運営するネットラジオ「アニスタ.TV」へ移籍。新宿ロフトプラスワンにて「やまけんトークライブ」「やまけんと新谷良子の深夜のなんか」「アニメ伊藤」などのトークライブや「ラジコンを作る」「DVDを見る」などのイベントを主催していた。
2003年、運営会社のコーズ・プランニングが倒産したため、四ッ谷式Cyber Project内のいくつかの番組をアニスタ.TVに移管した。2004年頃、インターネットラジオサイト「音泉」を立ち上げるため、メイドカフェ「キュアメイドカフェ」を運営し、コスパからコンテンツ事業を移管したタブリエ（現・タブリエコミュニケーションズ）に移籍し、古巣のコスパグループへ復帰する形になった。彼が抜けたアニスタは運営面で大きな打撃を受け、しばらく機能停止状態に追い込まれていた。同年、秋葉系パンクロック萌バンド「OTAKU NOT DEAD」を結成、バンド名は岡田斗司夫の発言「オタクは死んだ（オタク・イズ・デッド）」への反意から。
アニメ・ゲーム関連のイベントにおける司会など、マルチな活動を行っている。司会としての「同業者」として吉本興業の前田登（はりけ〜んず）、鷲崎健らと交流がある。現在はタブリエ・コミュニケーションズ、インターネットラジオステーション＜音泉＞とは無関係とのこと。
タレントとのラジオ競演もあり、『矢口&やまけんのラジオ・グランドライン』（2007年7月4日開始）で矢口真里と共演している。
テレビアニメ『Canvas2 〜虹色のスケッチ〜』のエンディングテーマ「プライマリーメモリー」のバックコーラスを歌っている。

## 人物像

### 番組出演時の様子
自らのホームページには顔写真を出している反面、音泉サイトの収録風景画像で姿を出すことは少ない。

### 趣味・嗜好
東京ヤクルトスワローズファン。プロレスファンでもあり菊タローと親交が深い。
『機動武闘伝Gガンダム』の東方不敗マスター・アジアの大ファンであり、取締役を務めていた関連会社コスパのラジオCMを、東方不敗を演じた秋元羊介と主人公・ドモン・カッシュを演じた関智一を起用した同作品のパロディ風に仕立て上げたほどである。

### 特技
所持資格は船、大型バイク、アマチュア無線、小型ブルドーザー、溶接危険物（建築関係）。

## OTAKU NOT DEAD
やまけんがリーダー、ボーカルを務めるバンド。略称OND。アニメソングを中心にパンク調のカバーを行う。
特に、主催するイベントである「PPPH祭」は、2011年現在までに5度開催されているが、ゲストが自分の持ち歌を歌わないという完全なカバーライブになっている。
2011年6月12日に開催された「PPPH祭り 5th FANFARE」時点でのメンバーは以下の通り。
やまけん
リーダー。ボーカル担当。
内田稔
ドラムス担当。
コイシ（大石憲一郎）
キーボード、ギター担当。Project.Rに所属している。
Tatsuology
ギター担当。Marina del ray所属。
Kacky
ベース担当。Marina del ray所属。

## 出演番組
- 流星野郎のGAME MAX （月1回のコーナー「コスパやまけんのコスパでポン」に出演）
- DEATH マーケットです
- Lazy Junk Night
- まんとら〜マンガ虎の穴〜
- アサミ・前田・やまけんの俺達賞金首!
- 小倉優子のウキ♥ウキりんこだプー!うるとらだっしゅ!
- アニたまどっとコム FRIDAY SPECIAL　週刊!アニたま金曜日（「週刊!アニたま日曜日」より復帰）
- ランダム放送〜俺たち司会やってまーす（文化放送A&G DREAM SQUARE・2006年10月21日/前田登（はりけ〜んず）・鷲崎健と共に放送）
- 矢口&やまけんのラジオ・グランドライン（S-ラジ）
- 元・斉藤圭のスピードグラファー『快楽超人ユーフォリア』皆様の不景気を救います!
- ラジリスク〜甲賀忍放送〜
- 真夜中のゲーム事情〜Moe TV〜
- The Burn（FMヨコハマ、2012年9月15日）「Good To Go!」コーナーゲスト
- ばんちゃ!見ホーダイ!（音泉）[4]
- やまけんと前田登の13日の××曜日
- 檜山修之とやまけんの ただ座して噺すのみ!ラヂオ。

## 出演番組以外
「※」は基本的にディレクターの担当だが自ら出演したり臨時乱入する番組もある
- インターネットラジオ 檜山修之のあにめじ湯
- 温子と隼人のアクエリ放送局
- 名塚佳織のかもさん學園
- インターネットラジオ アイエフ放送局（※オトメくん名義として出演）
- 萌みゅう〜Moe Music Station〜
- DIEBUSTER WEB RADIO TOP! LESS